# ゆめタウン井原
ゆめタウン井原（ゆめタウンいばら）は、岡山県井原市下出部町にある、総合スーパーである。

## 概要
ゆめタウン井原はショッピングセンターであり、市内では重要な商業施設となっている。また、唯一のショッピングセンターである。また、ナムコもある。

## テナント
1F
- ゆめタウン井原店
- 靴売り場
- 衣服売り場
- リトルマーメイド
- 不二家
- クリーニングショップ
- おたからや

2F
- ダイソー
- おもちゃのピエロ
- ピノッキーランド（元ナムコ）

3F
　閉鎖

### 周辺のショッピングセンター
前述のとおり本施設が市内唯一のショッピングセンターなので周辺のショッピングセンターはすべて市外に存在する。
- イオンタウン鴨方ショッピングセンター（浅口市）
- 笠岡シーサイドモール（笠岡市）
- ゆめタウン蔵王（福山市）
- ポートプラザ日化（同上）
- さんすて福山（同上）
- アイネスフクヤマ（同上）
- フジグラン神辺（福山市（旧神辺町））
- フレスポ神辺モール（同上）

### 周辺の施設
- エディオン井原店
- 子守唄の里高屋駅